# ウィリアムズ・FW10
ウィリアムズ・FW10 (Williams FW10) は、ウィリアムズが1985年のF1世界選手権参戦用に開発したフォーミュラ1カーで、パトリック・ヘッドが設計した。

## 概要
前作FW09ではアルミニウム製のモノコックを採用していたが、FW10のモノコックはウィリアムズとしては初となるカーボンファイバー製となった。カーボンシャシー導入で先行していたマクラーレンに代表されるオス型成形＋大型カウリングの車体構成ではなく、グスタフ・ブルナー(ATS)やハーベイ・ポスルスウェイト(フェラーリ)が用いたメス型成形によるカーボンモノコック製作法を採用し、モノコックの表面がそのまま車体の表面を兼ねる構造となった。この年から、Canonのスポンサーシップが開始。以後1993年まで続くキヤノン・ウィリアムズの誕生である。
ホンダ製V6ターボエンジンを搭載し、全16戦のうち4勝を挙げた。ナイジェル・マンセルとケケ・ロズベルグがそれぞれ2勝を挙げた。カナダGPより、改良型のRA165Eエンジン（別称Eスペックエンジン）が投入された。前作のRA164Eにおいて頻発したエンジントラブルは、異常燃焼（ノッキング）によるピストンにかかる過大な負担がピストンを変形させることや、ピストンの熱変形によるスリーブとの接触が原因であると推測された。そこで、ピストンボアを縮小することによって、異常燃焼やピストン変形の抑制しようとした。これによってピストンにかかる負担を軽減させるだけでなく、ノッキングを抑える目的で燃焼室内に噴射されていた燃料を削減することに成功。1985年から新たに規制された燃料総量制限にも対応することができた。ちなみにアイルトン・セナはこのレースでロズベルグにあっさり抜かれたことで衝撃を受け、以後ホンダエンジンを熱望するようになる。

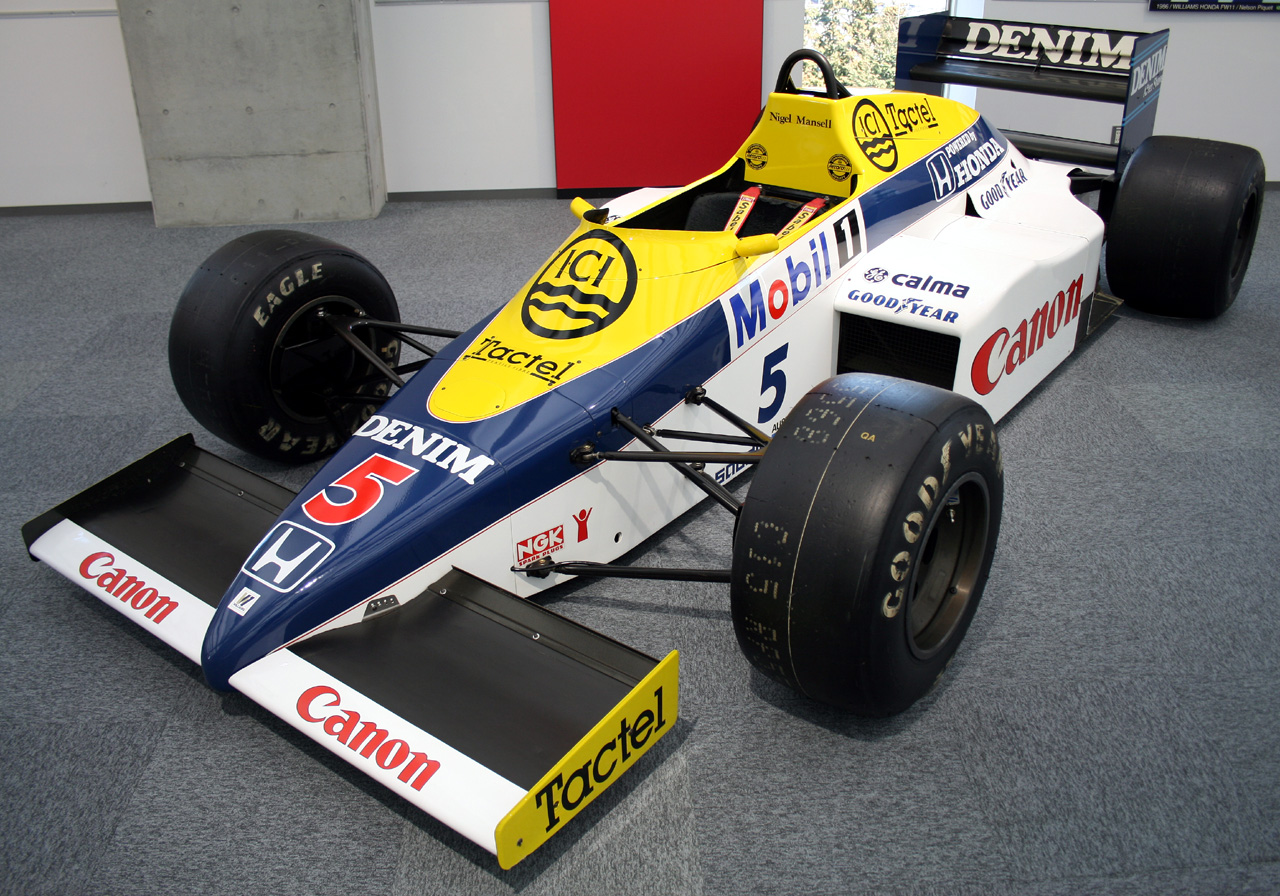
ホンダコレクションホールでのFW10

続くアメリカGPで、ロズベルグが第2期ホンダF1の2勝目を挙げるが、以後は予選ではポールポジションを獲得するものの決勝ではタイヤの異常磨耗により遅れを取るシーンが目立つようになる。この原因はリアのサスペンションジオメトリーが不適切なためであり、現場ではこれに対応する目的でリアのダウンフォースを高く設定したため、余計に異常磨耗が進むこととなった。ホンダ側では再三にわたりウィリアムズに改善を求めるもののこれに応じないため、ホンダは第1期ホンダF1時代のシャシーデザイナーである佐野彰一をわざわざイギリスまで呼び出して説得にあたらせ、ようやくパトリック・ヘッドが折れるに至った。
FW10はロッカーアーム式のリアサスペンションを使用していたが、このシーズンの新車でロッカーアーム式のリアサスペンションを採用したのはウィリアムズだけだった。ウィリアムズはブランズハッチで開催されたヨーロッパGPでついにロッカーアームを諦め、プルロッド式ダブルウィッシュボーンのリアサスペンションを投入した。これを採用するにあたりギアボックスケースの設計が変更され、ホンダが吸気チャンバーを小型化したこととあわせ、エンジンカバーを10cm低くすることに成功した。この改造によって、リアウィングへの気流が改善された。
FW10のうち3台がこの改造を受け、改造された車両はFW10Bとも呼ばれた。
FW10Bが初めて投入されたヨーロッパGPでマンセルがF1初勝利を挙げると、続くキャラミの南アフリカGPでもマンセルが勝利した。続く最終戦のオーストラリアGPではロズベルグが勝利し、ウィリアムズはシーズン最後の3戦を勝利で締めくくった。
FW10は8台製造された。

## スペック

### シャーシ
- シャーシ名 FW10
- ホイールベース 2,794 mm
- 前トレッド 1,803 mm
- 後トレッド 1,626 mm
- クラッチ　AP
- ブレーキキャリパー　AP
- ブレーキディスク・パッド　SEP
- ホイール フォンドメタル
- タイヤ グッドイヤー
- ダンパー ペンスキー
- 燃料タンク容量 199L
- 車体重量 540kg

### エンジン
- エンジン名 ホンダRA164E,RA165E
- 気筒数 V型6気筒ターボ
- 排気量 1,500cc
- 最高回転数 11,000回転
- ピストンボア 90（RA165E:82）mm
- ストローク 39.2（RA165E:47.2）mm
- スパークプラグ NGK
- 燃料・潤滑油 モービル

## 記録
| 年   | No. | ドライバー | 1   | 2   | 3   | 4   | 5   | 6   | 7   | 8   | 9   | 10  | 11  | 12  | 13  | 14  | 15  | 16  | ポイント | ランキング |
| 年   | No. | ドライバー | BRA | POR | SMR | MON | CAN | DET | FRA | GBR | GER | AUT | NED | ITA | BEL | EUR | RSA | AUS | ポイント | ランキング |
| ---- | --- | ---------- | --- | --- | --- | --- | --- | --- | --- | --- | --- | --- | --- | --- | --- | --- | --- | --- | -------- | ---------- |
| 1985 | 5   | マンセル   | Ret | 5   | 5   | 7   | 6   | Ret | DNS | Ret | 6   | Ret | 6   | 11  | 2   | 1   | 1   | Ret | 71       | 3位        |
| 1985 | 6   | ロズベルグ | Ret | Ret | Ret | 8   | 4   | 1   | 2   | Ret | 12  | Ret | Ret | Ret | 4   | 3   | 2   | 1   | 71       | 3位        |

- 太字はポールポジション、斜字はファステストラップ。(key)